# Xavier Dor
Xavier Dor (Marsella, 30 de enero de 1929 - 4 de abril de 2020) fue un embriólogo francés, conocido por su activismo provida.

## Biografía

### Vida personal
Dor nació en una familia rica y católica. Su padre era el director de la Compagnie Générale Transatlantique. Tuvo cuatro hijos con su esposa, Françoise Dugé de Bernonville, hija de Jacques de Bernonville. Dor era médico especializado en embriología y ejercía en el Hospital Pitié-Salpêtrière de París. También fue investigador en embriología cardíaca en Inserm y profesor en la Universidad Pierre y Marie Curie. Dor murió el 4 de abril de 2020 en París de COVID-19 a los 91 años durante la pandemia.

### Activismo provida
Dor fue el fundador y presidente de la asociación SOS tout-petits. A menudo lideraba protestas frente a hospitales que realizaban abortos, a menudo amenazando al personal y a los pacientes. Participó en varias docenas de estas protestas.
Según Neil Datta, líder del Foro Parlamentario Europeo para los Derechos Sexuales y Reproductivos, Dor era el representante francés de los activistas de "primera generación contra la elección", quien apareció en los años ochenta y noventa después de que países occidentales como Francia, Estados Unidos y Alemania legalizaran el aborto.Sin embargo, este movimiento no logró su objetivo final, que era anular la legalización del aborto. Sin embargo, con respecto a su lucha contra el aborto, dijo "incluso en mi lecho de muerte, continuaré".
Dor participó en la Marcha por la vida en París el 22 de enero de 2017. Se quedó en Denfert-Rochereau al final de la marcha, dirigiendo una oración a la Virgen María. Se le unieron Alain Escada y un sacerdote para participar en la oración. Dejó SOS tout-petits en enero de 2018. Fue sucedido por el Dr. Philippe Piloquet, un embriólogo de la Universidad de Nantes.

### Problemas legales
Dor fue acusado de once crímenes diferentes a lo largo de su vida, la mayoría de los cuales se produjeron después de la Ley Neiertz aprobada en 1993, que convirtió la obstrucción del aborto en un delito.
En 2014, fue acusado de "presión moral y psicológica" sobre una mujer que planeaba interrumpir su embarazo entregándole zapatillas tejidas y una medalla que representaba a la Virgen María. El ambiente en la sala del tribunal era intenso, debido a la presión de los activistas proelección y provida. El Tribunal de Apelaciones de París lo absolvió de estos crímenes y le entregó una multa de diez mil euros, de los cuales cinco mil euros fueron suspendidos por obstruir el aborto.

## Libros
- L'Opposition à l'avortement : du lobby au commando (1995)
- Le Crime contre Dieu (1998)
- Le Livre blanc de l'avortement en France, chap 8, collectif 30 ans, ça suffit (2006)